# ジョヴァンニ・ヴィッラーニ

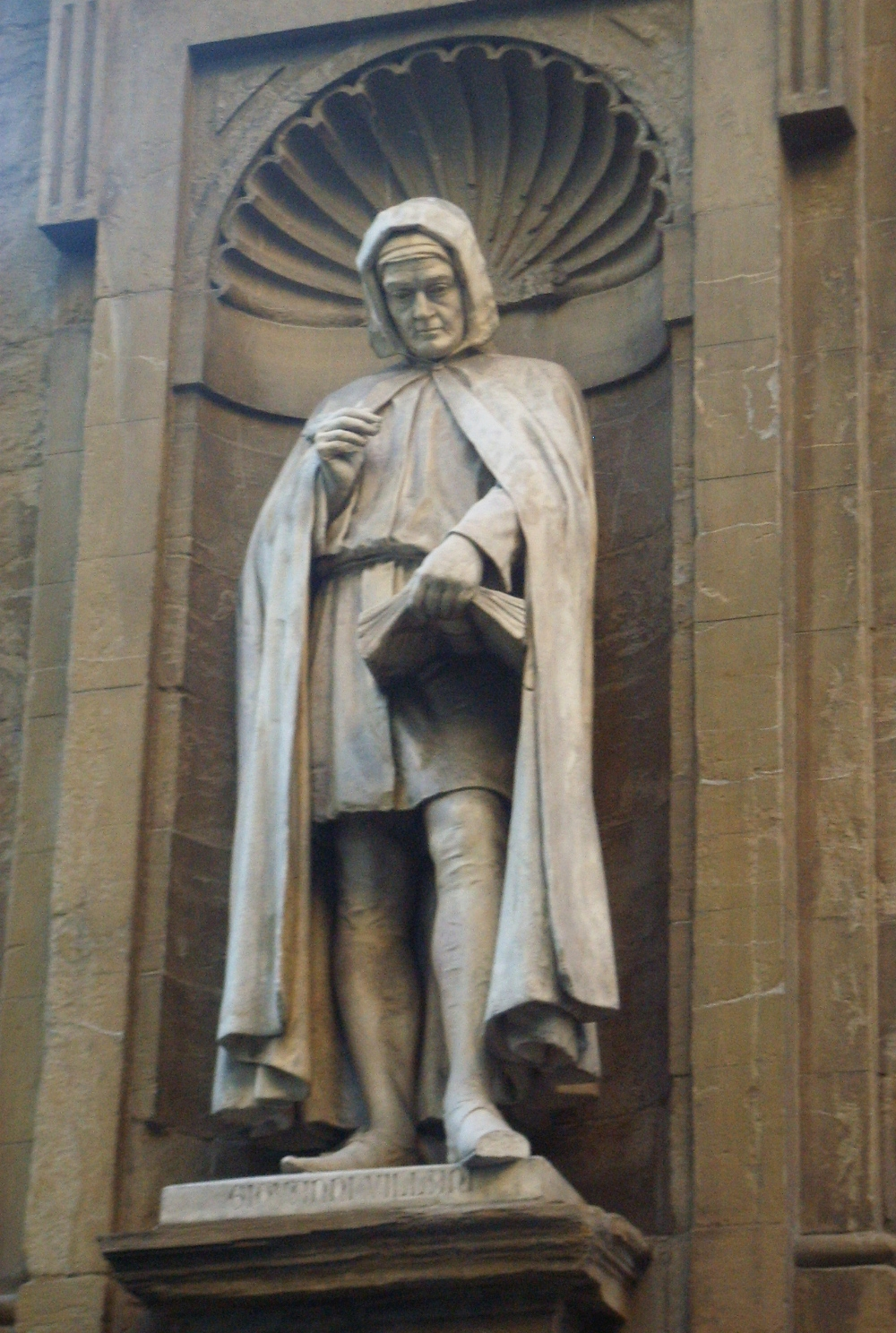
フィレンチェの像

ジョヴァンニ・ヴィッラーニ（Giovanni Villani 、？ - 1348年）は、イタリア・フィレンツェの銀行家・政治家・歴史家。生年については、1276年とも1280年とも言われるが不明である。『新年代記』（en:Nuova Cronica）を著作した。

## 経歴
父親のヴィッラーノ・ディ・ストルド・ヴィッラーニはフィレンツェの有力商人の1人であり、1300年にはダンテ・アリギエーリとともに市の行政委員（プリオーネ）を務めた（ただし、ほどなく辞任して翌年の政変で失脚した同僚ダンテと明暗を分けることとなる）。この年、ジョヴァンニはペルッツィ銀行に入行して一人前の商人の1人としてのスタートを切っている。この年はローマ教皇ボニファティウス8世が初めて聖年として定めた年であり、各地より約20万人もの巡礼者たちがローマ巡礼に訪れた。ジョヴァンニもまたこれに参加してローマを訪問し、数々の史跡や文献に触れる機会をもった。そこで彼は古代ローマ以来の歴史家の伝統が途絶したことを嘆き、「ローマの娘」を自負するフィレンツェ市民である自分がその伝統を復活さなければならないとする霊感に遭遇した（と、本人は主張した）ことによって、彼は「ローマの娘」フィレンツェを中心とする年代記編纂を決意したと伝えられている。
だが、彼の決意とは裏腹に実際には商人・銀行家としての道を着実に歩む彼には執筆の時間はほとんど無かったと考えられている。代表者の死去によって当時の慣例に従ってペルッツィ銀行が一旦清算されることになると、彼は再設立されたペルッツィ銀行ではなく、縁戚の経営するブオナッコルシ銀行に移り、1325年には共同経営者となった。同時にフィレンツェ市の役職も歴任し、1316年・1317年・1321年には父と同じ行政委員に就任したほか、各種の委員を務め、この間に多くの行財政文書を閲覧する機会に恵まれた。ところが、1331年に市の防壁建築委員を務めていたジョヴァンニは突如公金横領の容疑で告発を受けることとなる。これは間もなく無実と判名したが、大きな政治的な挫折を経験したジョヴァンニの年代記執筆がこの時期より本格化していったと考えられている。
ところが、ジョヴァンニの引退後、フィレンツェの政情は急激に混乱して信用問題にまで発展、更には百年戦争による経済混乱も加わり、1340年代に入るとフィレンツェは深刻な恐慌状態に陥った。その結果、同地の主要銀行・商社のほとんどが相次いで破産に追い込まれ、1342年にブオナッコルシ銀行がついに破綻すると、ジョヴァンニは懸命に債権者との交渉に当たった。しかし、ペルッツィ銀行・バルディ銀行など主要他社が次々と連鎖倒産した影響もあって一向に混乱は収拾せず、とうとう1346年2月にはジョヴァンニ自身が債権者からの要求によって一時投獄されるという事件まで起きている。そして、1348年にフィレンツェを襲った黒死病は容赦なくジョヴァンニの命をも奪っていくのである。
その後、ジョヴァンニの後を引き継ぐ形で三弟のマッテオ・ヴィッラーニ（1363年没）とその子フィリッポ・ヴィッラーニも年代記を執筆している。

## 『新年代記』の内容
『新年代記』（Nuova Cronica）は全12巻から構成され、大きく2部に分けられる。前半6巻はバベルの塔からフリードリヒ2世までを扱い、父祖以前の歴史に属するため先人の著書に依存する部分が多い。また、ジョヴァンニはラテン語をほとんど知らなかったとされる一方で、聖書や古典に関する知識が豊富であり、それが記述にも生かされている。後半の6巻は1266年のシャルル・ダンジューのシチリア王継承から始まり、父親あるいは自己の生きた時代を描いて1346年で終了している。彼が銀行家・政治家として活躍した1310年代を描いた第8巻以後については綿密な記載がされており、彼が優れた観察者であったことがうかがえる。特に第11巻にある1338年頃のフィレンツェの風景と経済状況に関する記述の緻密さはヤーコプ・ブルクハルトにも注目された。また、彼も同時代の他の人々と同じく熱心なキリスト教徒であり、神の裁きや占星術を信じた記述があるものの、一方で経済特に商業関係の記述においては合理的な記述を尽している。ジョヴァンニは『新年代記』を書くにあたり、『都市起源年代記』、サンツァノーメの『フィレンツェ人事蹟』、『伝ブルネット・ラティーニ年代記』を史料として用いたとされる。